# Szatír

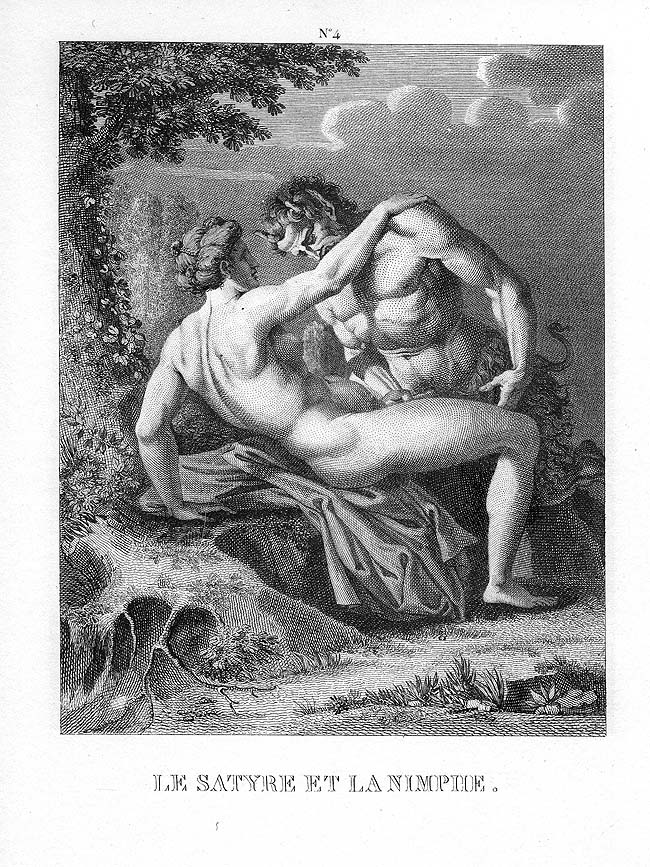
Agostino Carracci: A Szatír és a Nimfa

A történelemben a szatírok (szatüroszok) görög mitológiai alakok, a fák és a hegyek istenei, Hermész fiai.
A szatírok Dionüszosz isten kíséretéhez tartozó ló vagy kecskefarkú, disznófülű, a nimfákat bujaságukkal egyre zaklató könnyelmű, vidám erdei félistenségek. Törzsük, a karjuk és az arcuk emberformájú, de roppant szőrös volt. A homlokukon apró szarvak voltak, füleik hegyesek, orruk kampós. A földművesek tisztelték őket, ezért bárányt áldoztak nekik, és nekik ajánlották az első termést is.
A híres fiatal szatír Ampelosz, Dionüszosz kedvence volt, aki amikor egy szilfa ágain ülve, egy felfutó szőlőtőkéről fürtöt szakított, lebukott és meghalt. Zeusz ezután szőlőtőkévé változtatta. A hosszú lófarokkal ábrázolt Szilénosznak, aki nagyon szerette a bort és fiatal korában a szép nimfákat, sok-sok fia született, akiket Szilénoszoknak neveztek.
A római mitológiában Pán, Silvanus, Faun vagy faunok néven említették őket. A szlávoknál Ljeschi volt a nevük.
A szatíra műfaj az enyhébb humorral szemben az alantasság kategóriájába tartozó, negatív jelenségeket bíráló,  a gúny eszközeit alkalmazó humor groteszk fajtája. A görögöknek még nem volt külön szavuk a komikus-gúnyos versek megjelölésére, csak a cinikus és a paródia kifejezést ismerték. A 16. században általánosan elterjedt nézet lett, hogy a szatíra elnevezés a görög szatír (szatürosz) szóból származik. Mivel a szatírok Dionüszosz kísérőiként az ókori görög szatírjáték állandó szereplői voltak. Ez a szófejtés azt a felfogást támasztotta alá, hogy a szatíra maró, mint Juvenalis gúnyversei, és nem szelíd mint Horatius humoros költeményei.

## Ábrázolásuk

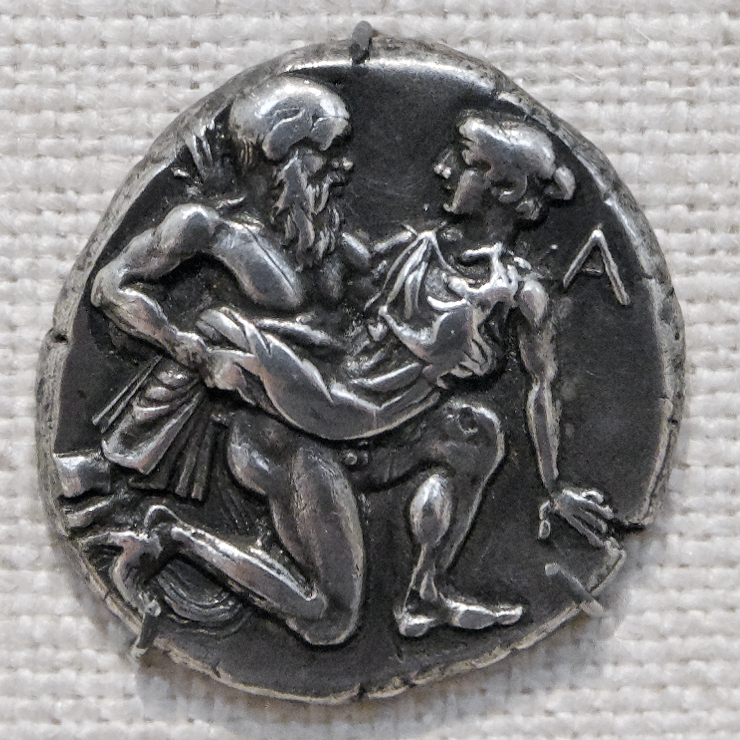
Szatír és nimfa érmén (411 - 390)
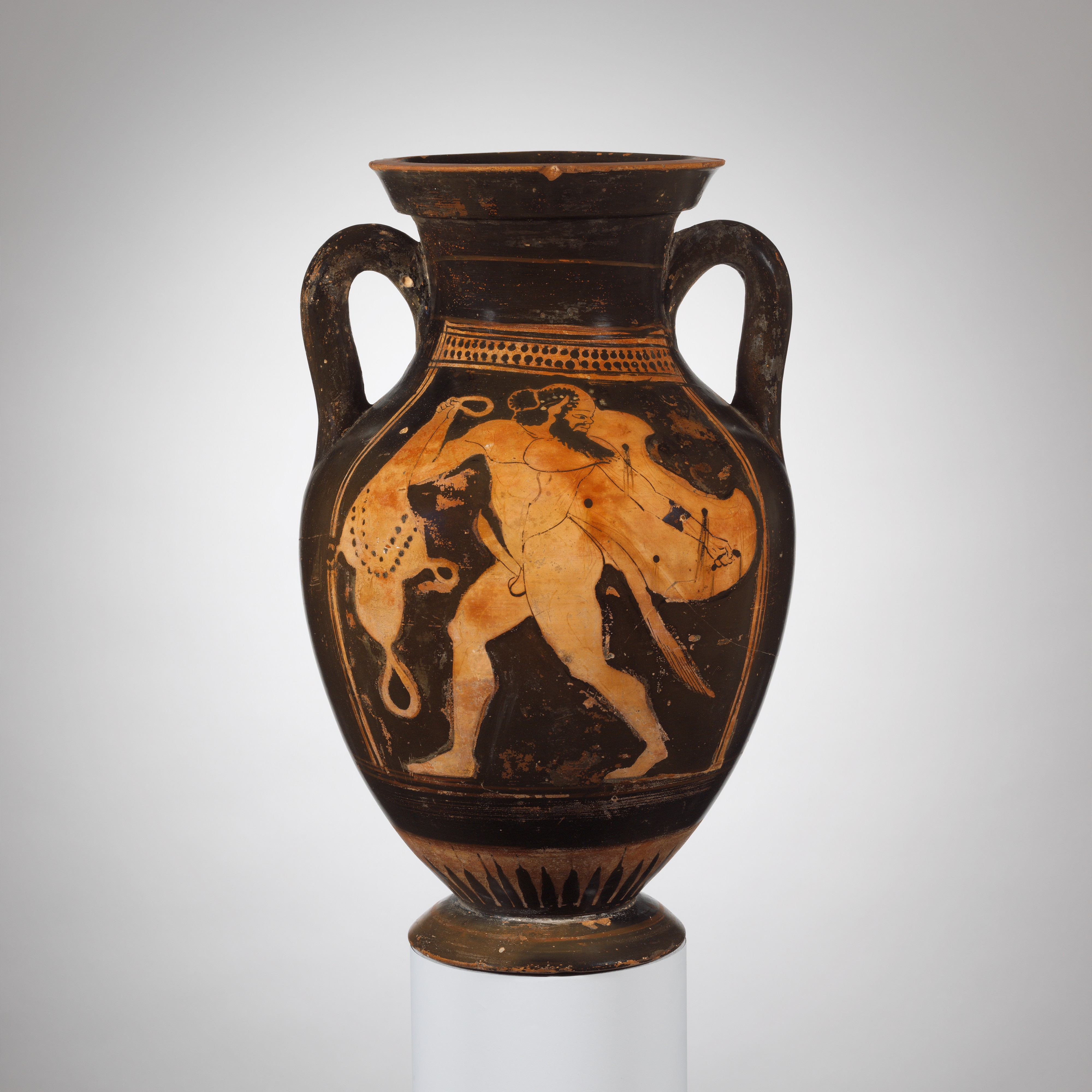
Szatír kezében borostömlővel és pajzzsal, görög terrakotta amfora, I. e. 490 körül
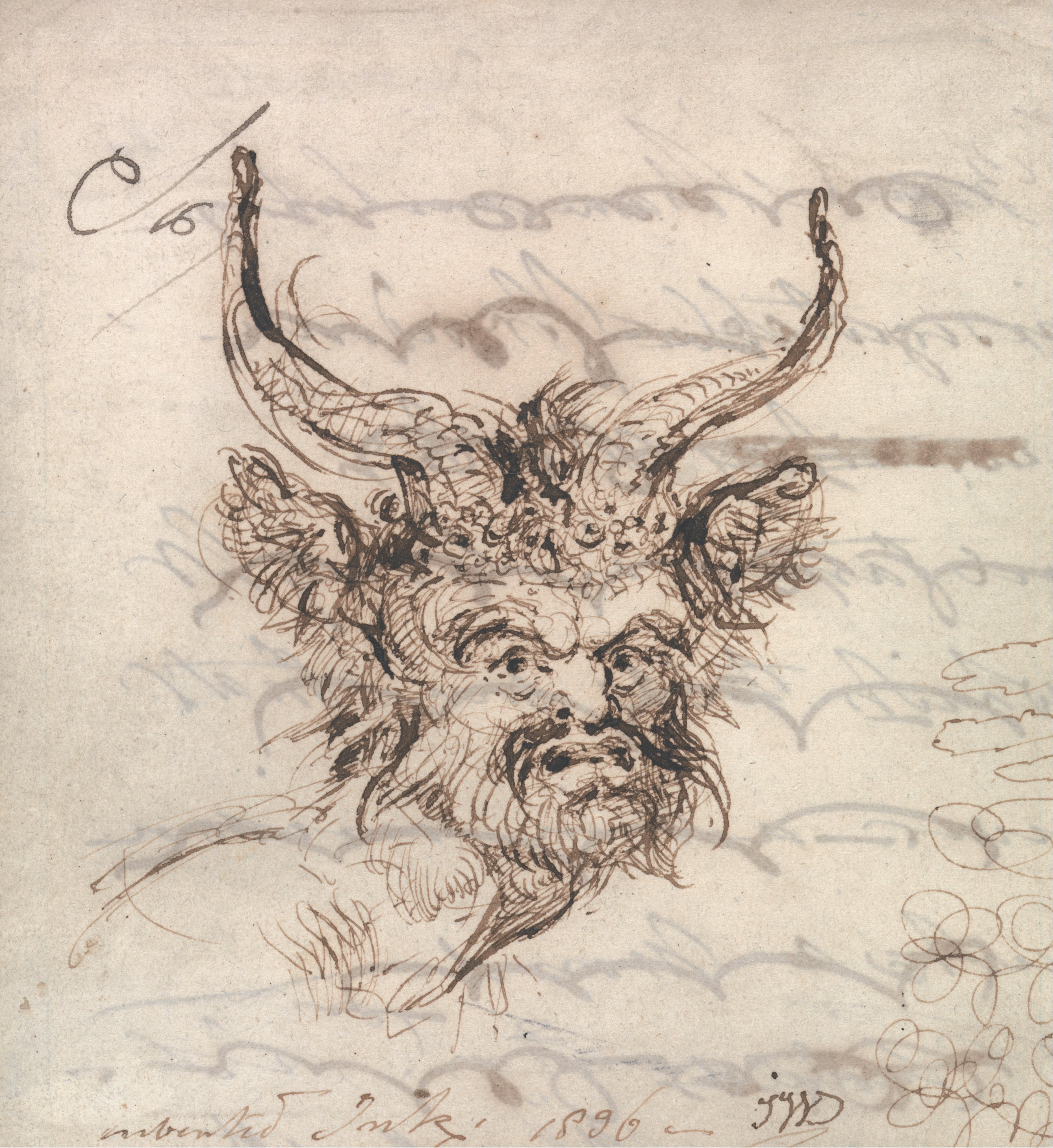
James Ward: Szatír fej (1836)
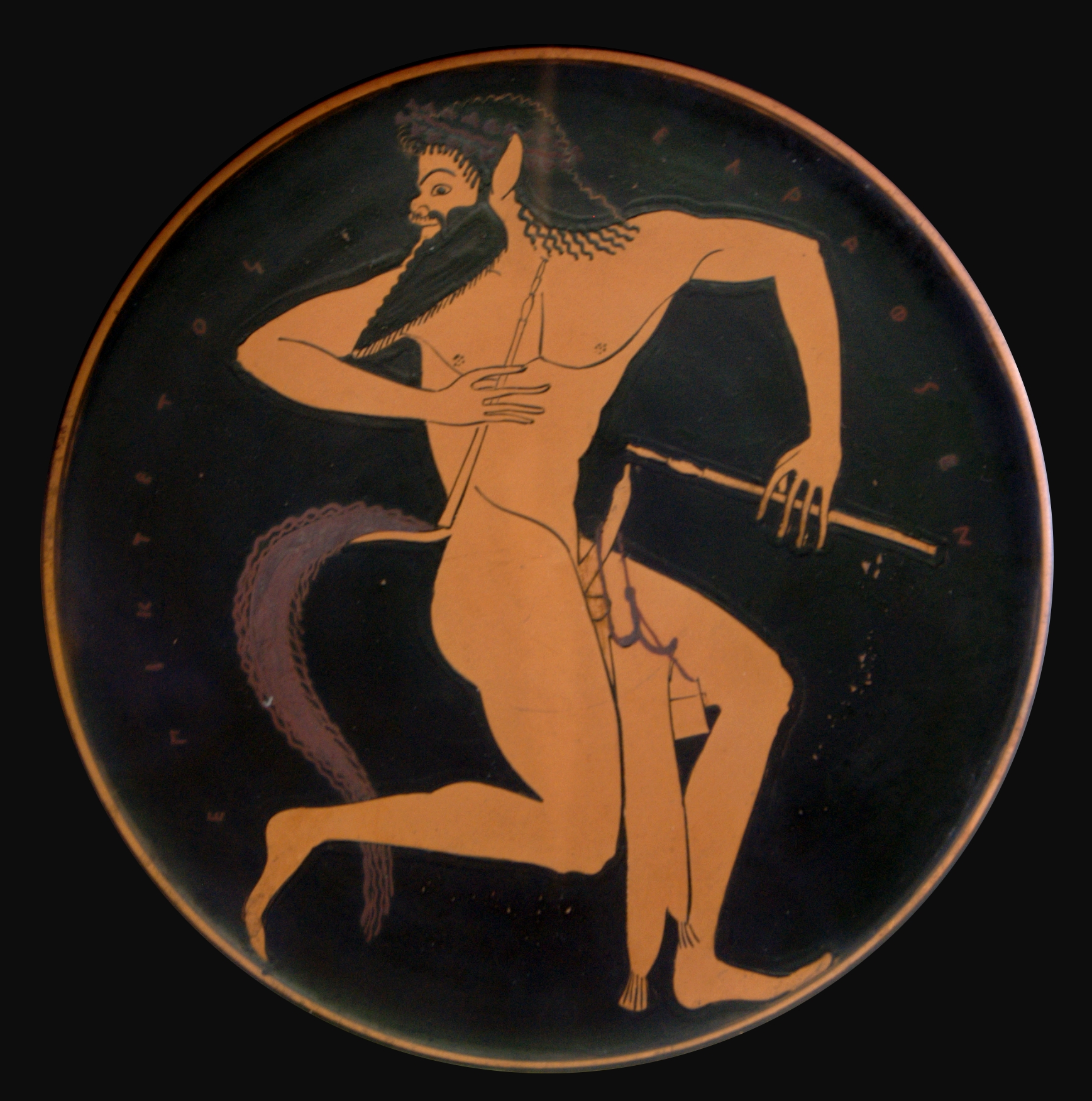
Szilénosz Hermész fia, Dionüszosz nevelője és kísérője, aki ábrázolásain lófüleket és farkat visel
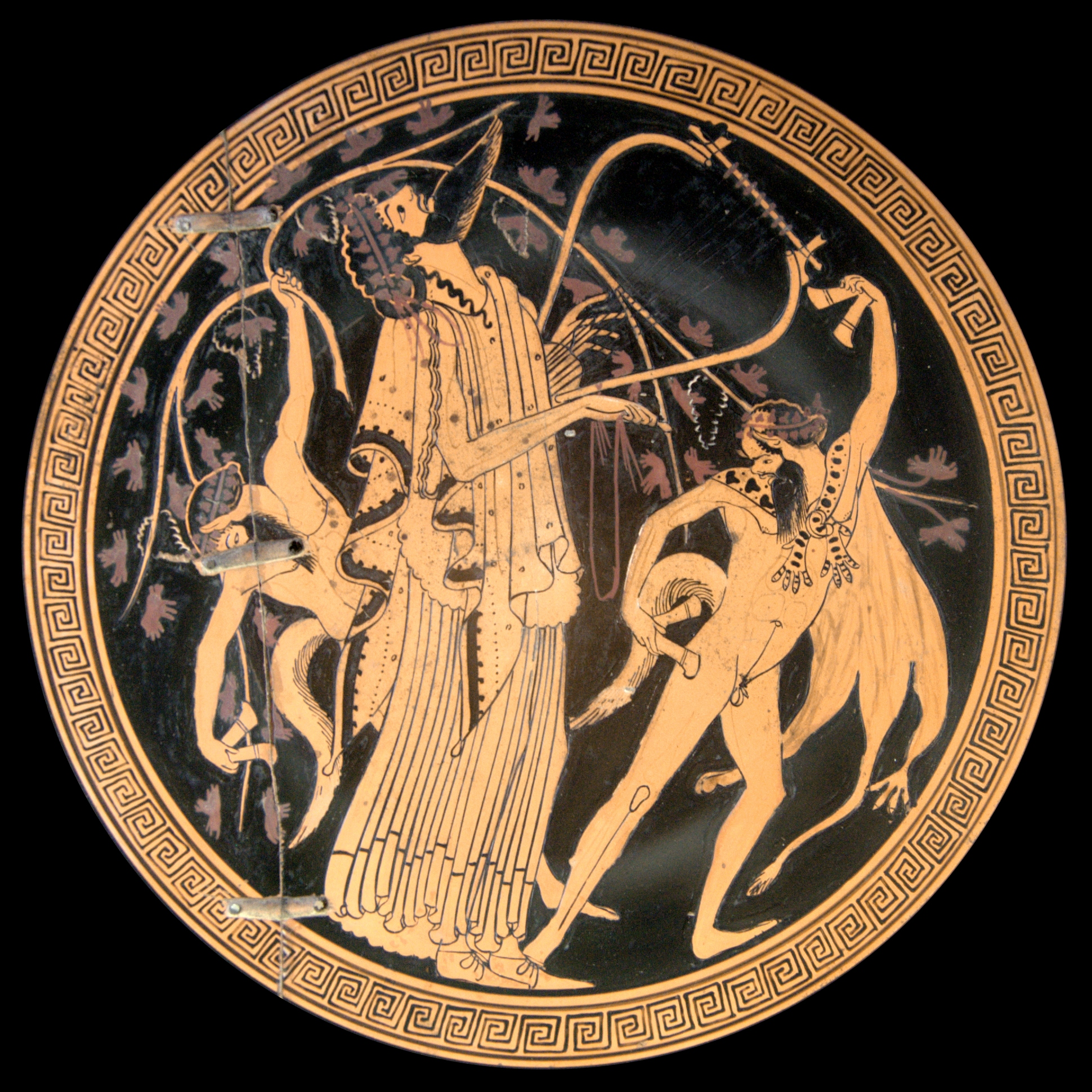
Dionüszosz és szatírok (ca. i. e. 480)

A festett vázákon erős testfelépítésű, lapos orrú, nagy hegyes fülű, hosszú göndör hajú, szakállas érett férfiakként ábrázolták, túlméretezett, erektált hímvesszővel. A későbbiekben szőrös kecskelábbal ábrázolták. A szatírok ábrázolása hatott a középkori ördögképre is. A szatírok kecskeszerű jellege Pán istentől ered, akivel később a szatírokat azonosították.

## Modern szóhasználat
Mai jelentése: kéjsóvár, fiatal lányokkal vagy idősebb nőkkel szexuálisan erőszakoskodó, azokat tettleg zaklató, vagy meztelen nemi szervének mutogatásával riogató, molesztáló férfi.

## Fordítás
- Ez a szócikk részben vagy egészben  a   Satyr című angol Wikipédia-szócikk fordításán alapul.  Az eredeti cikk szerkesztőit annak laptörténete sorolja fel. Ez a jelzés csupán a megfogalmazás eredetét és a szerzői jogokat jelzi, nem szolgál a cikkben szereplő információk forrásmegjelöléseként.